# وادوریو
وادوریو یک ورزش رزمی و از مهم‌ترین سبک‌های کاراته است، که توسط اوتسوکا هیرونوری (۱۹۸۲–۱۸۹۲) ابداع شد.
وادوریو یعنی: راه صلح، روش صلح، روش صلح‌جویانه.